# Tour de Estonia 2019
La 7.ª edición de la competición ciclista Tour de Estonia fue una carrera de ciclismo en ruta por etapas que se celebró entre el 23 y el 25 de mayo de 2019 en Estonia, con inicio en la ciudad de Tallin y final en la ciudad de Tartu sobre un recorrido de 363,2 kilómetros.
La carrera formó parte del UCI Europe Tour 2019 dentro de la categoría UCI 2.1. El vencedor final fue el estonio Mihkel Räim seguido del austriaco Matthias Brändle y el francés Rudy Barbier, todos ellos miembros del Israel Cycling Academy.

## Equipos participantes
Tomaron parte en la carrera 14 equipos: 2 de categoría Profesional Continental; 6 de categoría Continental y 6 selecciones nacionales. Formando así un pelotón de 90 ciclistas de los que acabaron 71. Los equipos participantes fueron:
| Equipos continentales profesionales (2)- Israel Cycling Academy - Team Novo Nordisk Equipos continentales (6)- Amore & Vita-Prodir - Minsk Cycling Club - Pardus-Tufo Prostejov - Wibatech Merx - Hrinkow Advarics Cycleang - Hurom BDC Development Equipos nacionales (6)- Estonia - Finlandia - Letonia - Lituania - Rusia - Suecia |
| |

## Recorrido
El Tour de Estonia dispuso de tres etapas para un recorrido total de 363,2 kilómetros, dividido en un prólogo, una etapa de media montaña y una etapa llana.
| Etapa     | Fecha     | Recorrido       | type                   | Distancia (km) | Ganador          | Líder            |
| --------- | --------- | --------------- | ---------------------- | -------------- | ---------------- | ---------------- |
| Prólogo   | 23 de may | Tallin – Tallin | prólogo                | 3,7            | Matthias Brändle | Matthias Brändle |
| 1.ª etapa | 24 de may | Tallin – Tartu  | etapa de media montaña | 187            | Rudy Barbier     | Matthias Brändle |
| 2.ª etapa | 25 de may | Tartu – Tartu   | etapa llana            | 173            | Mihkel Räim      | Mihkel Räim      |

## Desarrollo de la carrera

### Prólogo
| Tallin - Tallin | prólogo | (3,7 km) |

| \| Clasificación de la etapa \| Clasificación de la etapa \| Clasificación de la etapa \| Clasificación de la etapa \| Clasificación de la etapa \| \| Ciclista \| Ciclista \| Equipo \| Tiempo \| \| \| ------------------------- \| ------------------------- \| ------------------------- \| ------------------------- \| ------------------------- \| \| 1.º \| Matthias Brändle \| Israel Cycling Academy \| 5 min 26 s \| \| \| 2.º \| Maciej Paterski \| Wibatech Merx \| + 9 s \| \| \| 3.º \| Peeter Pruus \| \| + 9 s \| \| \| 4.º \| Charles Planet \| Team Novo Nordisk \| + 10 s \| \| \| 5.º \| Mihkel Räim \| Israel Cycling Academy \| + 10 s \| \| \| 6.º \| Adrian Kurek \| Hurom BDC Development \| + 11 s \| \| \| 7.º \| Rudy Barbier \| Israel Cycling Academy \| + 12 s \| \| \| 8.º \| Clément Carisey \| Israel Cycling Academy \| + 12 s \| \| \| 9.º \| Hugo Forssell \| Suecia \| + 13 s \| \| \| 10.º \| Emil Lindgren \| Suecia \| + 14 s \| \| |                  |                        |            |
| |                  |                        |            |
| Fuente: ProCyclingStats |                  |                        |            |
| Clasificación de la etapa |                  |                        |            |
| Ciclista | Ciclista         | Equipo                 | Tiempo     |
| 1.º | Matthias Brändle | Israel Cycling Academy | 5 min 26 s |
| 2.º | Maciej Paterski  | Wibatech Merx          | + 9 s      |
| 3.º | Peeter Pruus     |                        | + 9 s      |
| 4.º | Charles Planet   | Team Novo Nordisk      | + 10 s     |
| 5.º | Mihkel Räim      | Israel Cycling Academy | + 10 s     |
| 6.º | Adrian Kurek     | Hurom BDC Development  | + 11 s     |
| 7.º | Rudy Barbier     | Israel Cycling Academy | + 12 s     |
| 8.º | Clément Carisey  | Israel Cycling Academy | + 12 s     |
| 9.º | Hugo Forssell    | Suecia                 | + 13 s     |
| 10.º | Emil Lindgren    | Suecia                 | + 14 s     |

| \| Clasificación general \| Clasificación general \| Clasificación general \| Clasificación general \| Clasificación general \| \| Ciclista \| Ciclista \| Equipo \| Tiempo \| \| \| --------------------- \| --------------------- \| ---------------------- \| --------------------- \| --------------------- \| \| 1.º \| Matthias Brändle \| Israel Cycling Academy \| 5 min 26 s \| \| \| 2.º \| Maciej Paterski \| Wibatech Merx \| + 9 s \| \| \| 3.º \| Peeter Pruus \| \| + 9 s \| \| \| 4.º \| Charles Planet \| Team Novo Nordisk \| + 10 s \| \| \| 5.º \| Mihkel Räim \| Israel Cycling Academy \| + 10 s \| \| \| 6.º \| Adrian Kurek \| Hurom BDC Development \| + 11 s \| \| \| 7.º \| Rudy Barbier \| Israel Cycling Academy \| + 12 s \| \| \| 8.º \| Clément Carisey \| Israel Cycling Academy \| + 12 s \| \| \| 9.º \| Hugo Forssell \| Suecia \| + 13 s \| \| \| 10.º \| Emil Lindgren \| Suecia \| + 14 s \| \| |                  |                        |            |
| |                  |                        |            |
| Fuente: ProCyclingStats |                  |                        |            |
| Clasificación general |                  |                        |            |
| Ciclista | Ciclista         | Equipo                 | Tiempo     |
| 1.º | Matthias Brändle | Israel Cycling Academy | 5 min 26 s |
| 2.º | Maciej Paterski  | Wibatech Merx          | + 9 s      |
| 3.º | Peeter Pruus     |                        | + 9 s      |
| 4.º | Charles Planet   | Team Novo Nordisk      | + 10 s     |
| 5.º | Mihkel Räim      | Israel Cycling Academy | + 10 s     |
| 6.º | Adrian Kurek     | Hurom BDC Development  | + 11 s     |
| 7.º | Rudy Barbier     | Israel Cycling Academy | + 12 s     |
| 8.º | Clément Carisey  | Israel Cycling Academy | + 12 s     |
| 9.º | Hugo Forssell    | Suecia                 | + 13 s     |
| 10.º | Emil Lindgren    | Suecia                 | + 14 s     |

### 1.ª etapa
| Tallin - Tartu | etapa de media montaña | (187 km) |

| \| Clasificación de la etapa \| Clasificación de la etapa \| Clasificación de la etapa \| Clasificación de la etapa \| Clasificación de la etapa \| \| Ciclista \| Ciclista \| Equipo \| Tiempo \| \| \| ------------------------- \| ------------------------- \| ------------------------- \| ------------------------- \| ------------------------- \| \| 1.º \| Rudy Barbier \| Israel Cycling Academy \| 4 h 23 min 49 s \| \| \| 2.º \| Daniel Babor \| Pardus-Tufo Prostejov \| + 0 s \| \| \| 3.º \| Andrea Peron \| Team Novo Nordisk \| + 0 s \| \| \| 4.º \| Maciej Paterski \| Wibatech Merx \| + 0 s \| \| \| 5.º \| Mihkel Räim \| Israel Cycling Academy \| + 0 s \| \| \| 6.º \| Yauheni Karaliok \| Minsk Cycling Club \| + 0 s \| \| \| 7.º \| Gleb Syritsa \| Rusia \| + 0 s \| \| \| 8.º \| Peeter Pruus \| Estonia \| + 0 s \| \| \| 9.º \| Tomas Barta \| Pardus-Tufo Prostejov \| + 0 s \| \| \| 10.º \| Charles Planet \| Team Novo Nordisk \| + 0 s \| \| |                  |                        |                 |
| |                  |                        |                 |
| Fuente: ProCyclingStats |                  |                        |                 |
| Clasificación de la etapa |                  |                        |                 |
| Ciclista | Ciclista         | Equipo                 | Tiempo          |
| 1.º | Rudy Barbier     | Israel Cycling Academy | 4 h 23 min 49 s |
| 2.º | Daniel Babor     | Pardus-Tufo Prostejov  | + 0 s           |
| 3.º | Andrea Peron     | Team Novo Nordisk      | + 0 s           |
| 4.º | Maciej Paterski  | Wibatech Merx          | + 0 s           |
| 5.º | Mihkel Räim      | Israel Cycling Academy | + 0 s           |
| 6.º | Yauheni Karaliok | Minsk Cycling Club     | + 0 s           |
| 7.º | Gleb Syritsa     | Rusia                  | + 0 s           |
| 8.º | Peeter Pruus     | Estonia                | + 0 s           |
| 9.º | Tomas Barta      | Pardus-Tufo Prostejov  | + 0 s           |
| 10.º | Charles Planet   | Team Novo Nordisk      | + 0 s           |

| \| Clasificación general \| Clasificación general \| Clasificación general \| Clasificación general \| Clasificación general \| \| Ciclista \| Ciclista \| Equipo \| Tiempo \| \| \| --------------------- \| --------------------- \| ---------------------- \| --------------------- \| --------------------- \| \| 1.º \| Matthias Brändle \| Israel Cycling Academy \| 4 h 29 min 15 s \| \| \| 2.º \| Rudy Barbier \| Israel Cycling Academy \| + 2 s \| \| \| 3.º \| Maciej Paterski \| Wibatech Merx \| + 9 s \| \| \| 4.º \| Peeter Pruus \| \| + 9 s \| \| \| 5.º \| Charles Planet \| Team Novo Nordisk \| + 10 s \| \| \| 6.º \| Mihkel Räim \| Israel Cycling Academy \| + 10 s \| \| \| 7.º \| Andrea Peron \| Team Novo Nordisk \| + 11 s \| \| \| 8.º \| Clément Carisey \| Israel Cycling Academy \| + 12 s \| \| \| 9.º \| Hugo Forssell \| Suecia \| + 13 s \| \| \| 10.º \| Rait Ärm \| Estonia \| + 13 s \| \| |                  |                        |                 |
| |                  |                        |                 |
| Fuente: ProCyclingStats |                  |                        |                 |
| Clasificación general |                  |                        |                 |
| Ciclista | Ciclista         | Equipo                 | Tiempo          |
| 1.º | Matthias Brändle | Israel Cycling Academy | 4 h 29 min 15 s |
| 2.º | Rudy Barbier     | Israel Cycling Academy | + 2 s           |
| 3.º | Maciej Paterski  | Wibatech Merx          | + 9 s           |
| 4.º | Peeter Pruus     |                        | + 9 s           |
| 5.º | Charles Planet   | Team Novo Nordisk      | + 10 s          |
| 6.º | Mihkel Räim      | Israel Cycling Academy | + 10 s          |
| 7.º | Andrea Peron     | Team Novo Nordisk      | + 11 s          |
| 8.º | Clément Carisey  | Israel Cycling Academy | + 12 s          |
| 9.º | Hugo Forssell    | Suecia                 | + 13 s          |
| 10.º | Rait Ärm         | Estonia                | + 13 s          |

### 2.ª etapa
| Tartu - Tartu | etapa llana | (173 km) |

| \| Clasificación de la etapa \| Clasificación de la etapa \| Clasificación de la etapa \| Clasificación de la etapa \| Clasificación de la etapa \| \| Ciclista \| Ciclista \| Equipo \| Tiempo \| \| \| ------------------------- \| ------------------------- \| ------------------------- \| ------------------------- \| ------------------------- \| \| 1.º \| Rait Ärm \| Cycling Tartu \| 4 h 01 min 53 s \| \| \| 2.º \| Michał Podlaski \| Wibatech Merx \| + 0 s \| \| \| 3.º \| Roman Maikin \| Minsk Cycling Club \| + 10 s \| \| \| 4.º \| Andrea Peron \| Team Novo Nordisk \| + 10 s \| \| \| 5.º \| Norman Vahtra \| Estonia \| + 10 s \| \| \| 6.º \| Tomas Barta \| Pardus-Tufo Prostejov \| + 10 s \| \| \| 7.º \| Peeter Pruus \| Estonia \| + 10 s \| \| \| 8.º \| Venantas Lašinis \| Lituania \| + 10 s \| \| \| 9.º \| Steven Kalf \| Estonia \| + 10 s \| \| \| 10.º \| Lev Gonov \| Rusia \| + 10 s \| \| |                  |                       |                 |
| |                  |                       |                 |
| Fuente: ProCyclingStats |                  |                       |                 |
| Clasificación de la etapa |                  |                       |                 |
| Ciclista | Ciclista         | Equipo                | Tiempo          |
| 1.º | Rait Ärm         | Cycling Tartu         | 4 h 01 min 53 s |
| 2.º | Michał Podlaski  | Wibatech Merx         | + 0 s           |
| 3.º | Roman Maikin     | Minsk Cycling Club    | + 10 s          |
| 4.º | Andrea Peron     | Team Novo Nordisk     | + 10 s          |
| 5.º | Norman Vahtra    | Estonia               | + 10 s          |
| 6.º | Tomas Barta      | Pardus-Tufo Prostejov | + 10 s          |
| 7.º | Peeter Pruus     | Estonia               | + 10 s          |
| 8.º | Venantas Lašinis | Lituania              | + 10 s          |
| 9.º | Steven Kalf      | Estonia               | + 10 s          |
| 10.º | Lev Gonov        | Rusia                 | + 10 s          |

## Clasificaciones finales
- Las clasificaciones finalizaron de la siguiente forma:[4]

### Clasificación general
| \| Clasificación general \| Clasificación general \| Clasificación general \| Clasificación general \| Clasificación general \| \| Ciclista \| Ciclista \| Equipo \| Tiempo \| \| \| --------------------- \| --------------------- \| ---------------------- \| --------------------- \| --------------------- \| \| 1.º \| Mihkel Räim \| Israel Cycling Academy \| 8 h 31 min 08 s \| \| \| 2.º \| Matthias Brändle \| Israel Cycling Academy \| + 10 s \| \| \| 3.º \| Rudy Barbier \| Israel Cycling Academy \| + 12 s \| \| \| 4.º \| Emil Lindgren \| Suecia \| + 18 s \| \| \| 5.º \| Maciej Paterski \| Wibatech Merx \| + 19 s \| \| \| 6.º \| Peeter Pruus \| \| + 19 s \| \| \| 7.º \| Charles Planet \| Team Novo Nordisk \| + 20 s \| \| \| 8.º \| Andrea Peron \| Team Novo Nordisk \| + 21 s \| \| \| 9.º \| Adrian Kurek \| Hurom BDC Development \| + 21 s \| \| \| 10.º \| Clément Carisey \| Israel Cycling Academy \| + 22 s \| \| |                  |                        |                 |
| |                  |                        |                 |
| Fuente: ProCyclingStats |                  |                        |                 |
| Clasificación general |                  |                        |                 |
| Ciclista | Ciclista         | Equipo                 | Tiempo          |
| 1.º | Mihkel Räim      | Israel Cycling Academy | 8 h 31 min 08 s |
| 2.º | Matthias Brändle | Israel Cycling Academy | + 10 s          |
| 3.º | Rudy Barbier     | Israel Cycling Academy | + 12 s          |
| 4.º | Emil Lindgren    | Suecia                 | + 18 s          |
| 5.º | Maciej Paterski  | Wibatech Merx          | + 19 s          |
| 6.º | Peeter Pruus     |                        | + 19 s          |
| 7.º | Charles Planet   | Team Novo Nordisk      | + 20 s          |
| 8.º | Andrea Peron     | Team Novo Nordisk      | + 21 s          |
| 9.º | Adrian Kurek     | Hurom BDC Development  | + 21 s          |
| 10.º | Clément Carisey  | Israel Cycling Academy | + 22 s          |

### Clasificación de la montaña
| Clasificación de la montaña | Clasificación de la montaña | Clasificación de la montaña | Clasificación de la montaña | Clasificación de la montaña |
| Ciclista                    | Ciclista                    | Equipo                      | Puntos                      |                             |
| --------------------------- | --------------------------- | --------------------------- | --------------------------- | --------------------------- |
| 1.º                         | Isac Lundgren               | Tre Berg-PostNord           | 5 pts                       |                             |
| 2.º                         | Sam Brand                   | Team Novo Nordisk           | 5 pts                       |                             |
| 3.º                         | Charles Planet              | Team Novo Nordisk           | 3 pts                       |                             |
| 4.º                         | Aleksejs Saramotins         | Interpro Cycling Academy    | 3 pts                       |                             |
| 5.º                         | Joonas Henttala             | Team Novo Nordisk           | 2 pts                       |                             |

### Clasificación de los puntos
| Clasificación por puntos | Clasificación por puntos | Clasificación por puntos | Clasificación por puntos | Clasificación por puntos |
| Ciclista                 | Ciclista                 | Equipo                   | Puntos                   |                          |
| ------------------------ | ------------------------ | ------------------------ | ------------------------ | ------------------------ |
| 1.º                      | Mihkel Räim              | Israel Cycling Academy   | 16 pts                   |                          |
| 2.º                      | Andrea Peron             | Team Novo Nordisk        | 15 pts                   |                          |
| 3.º                      | Rudy Barbier             | Israel Cycling Academy   | 10 pts                   |                          |
| 4.º                      | Michał Podlaski          | Wibatech Merx            | 9 pts                    |                          |
| 5.º                      | Roman Maikin             | Minsk Cycling Club       | 8 pts                    |                          |

### Clasificación de los jóvenes
| Clasificación del mejor joven | Clasificación del mejor joven | Clasificación del mejor joven | Clasificación del mejor joven | Clasificación del mejor joven |
| Ciclista                      | Ciclista                      | Equipo                        | Tiempo                        |                               |
| ----------------------------- | ----------------------------- | ----------------------------- | ----------------------------- | ----------------------------- |
| 1.º                           | Emil Lindgren                 | Suecia                        | 8 h 31 min 26 s               |                               |
| 2.º                           | Hugo Forssell                 | Suecia                        | + 5 s                         |                               |
| 3.º                           | Rait Ärm                      | Estonia                       | + 5 s                         |                               |
| 4.º                           | Marceli Bogusławski           | Wibatech Merx                 | + 6 s                         |                               |
| 5.º                           | Erik Bergstrom Frisk          | Suecia                        | + 10 s                        |                               |

### Clasificación por equipos
| Clasificación por equipos | Clasificación por equipos | Clasificación por equipos | Clasificación por equipos |
| Equipo                    | Equipo                    | Tiempo                    |                           |
| ------------------------- | ------------------------- | ------------------------- | ------------------------- |
| 1.º                       | Israel Cycling Academy    | 25 h 34 min 06 s          |                           |
| 2.º                       | Wibatech Merx             | + 25 s                    |                           |
| 3.º                       | Team Novo Nordisk         | + 28 s                    |                           |
| 4.º                       | Estonia                   | + 31 s                    |                           |
| 5.º                       | Suecia                    | + 32 s                    |                           |

## Evolución de las clasificaciones
| Etapa                   | Vencedor                | Clasificación general | Clasificación de la montaña | Clasificación de los puntos | Clasificación de los jóvenes | Clasificación por equipos |
| ----------------------- | ----------------------- | --------------------- | --------------------------- | --------------------------- | ---------------------------- | ------------------------- |
| Prólogo                 | Matthias Brändle        | Matthias Brändle      | no otorgada                 | no otorgada                 | Hugo Forssell                | Israel Cycling Academy    |
| 1.ª                     | Rudy Barbier            | Matthias Brändle      | Sam Brand                   | Rudy Barbier                | Hugo Forssell                | Israel Cycling Academy    |
| 2.ª                     | Mihkel Räim             | Mihkel Räim           | Isac Lundgren               | Mihkel Räim                 | Emil Lindgren                | Israel Cycling Academy    |
| Clasificaciones finales | Clasificaciones finales | Mihkel Räim           | Isac Lundgren               | Mihkel Räim                 | Emil Lindgren                | Israel Cycling Academy    |

## UCI World Ranking
El Tour de Estonia otorgó puntos para el UCI World Ranking para corredores de los equipos en las categorías UCI WorldTeam, Profesional Continental y Equipos Continentales. Las siguientes tablas son el baremo de puntuación y los 10 corredores que obtuvieron más puntos:
| Posición              | 1.º | 2.º | 3.º | 4.º | 5.º | 6.º | 7.º | 8.º | 9.º | 10.º | 11.º | 12.º | 13.º-15.º | 16.º-25.º |
| Clasificación general | 125 | 85  | 70  | 60  | 50  | 40  | 35  | 30  | 25  | 20   | 15   | 10   | 5         | 3         |
| Por etapa             | 14  | 5   | 3   |     |     |     |     |     |     |      |      |      |           |           |
| Líder                 | 3   |     |     |     |     |     |     |     |     |      |      |      |           |           |

| Clasificación |                  |                        |         |       |       |       |
| Posición      | Ciclista         | Equipo                 | General | Etapa | Líder | Total |
| ------------- | ---------------- | ---------------------- | ------- | ----- | ----- | ----- |
| 1.º           | Mihkel Räim      | Israel Cycling Academy | 125     | 14    | -     | 139   |
| 2.º           | Matthias Brändle | Israel Cycling Academy | 85      | 14    | 6     | 105   |
| 3.º           | Rudy Barbier     | Israel Cycling Academy | 70      | 14    | -     | 84    |
| 4.º           | Emil Lindgren    | Selección de Suecia    | 60      | -     | -     | 60    |
| 5.º           | Maciej Paterski  | Wibatech Merx          | 50      | 5     | -     | 55    |
| 6.º           | Peeter Pruus     | Selección de Estonia   | 40      | 3     | -     | 43    |
| 7.º           | Charles Planet   | Novo Nordisk           | 35      | -     | -     | 35    |
| 8.º           | Andrea Peron     | Novo Nordisk           | 30      | 3     | -     | 33    |
| 9.º           | Adrian Kurek     | Hurom                  | 25      | -     | -     | 25    |
| 10.º          | Clément Carisey  | Israel Cycling Academy | 20      | -     | -     | 20    |